# Harwell Glacier
Harwell Glacier är en glaciär i Antarktis. Den ligger i Västantarktis. Nya Zeeland gör anspråk på området. Harwell Glacier ligger 1 483 meter över havet.
Terrängen runt Harwell Glacier är bergig åt sydväst, men åt nordost är den kuperad.  Trakten är obefolkad. Det finns inga samhällen i närheten. 